# Verlag Julius Klinkhardt
Der Verlag Julius Klinkhardt ist ein wissenschaftlicher Fachbuchverlag, der am 1. Mai 1834 in Leipzig von Friedrich Julius Klinkhardt gegründet wurde. Der Verlag publiziert im Bereich der Erziehungswissenschaften und ist seit 2006 Mitglied in der UTB.

## Geschichte
Nach der Gründung am 1. Mai 1834 durch Friedrich Julius Klinkhardt in Leipzig wurde der Schwerpunkt der verlegerischen Arbeit bald auf die Pädagogik gelegt. 1861 wurde der Verlag durch eine Druckerei erweitert.
1871 erwarb Friedrich Julius Klinkhardt die Gustav Scheltersche Gießerei in der Schriften hergestellt wurden. 1920 ging die Firma durch Kauf an die H. Berthold AG, anschließend wurde sie mit einigen anderen erworbenen Gießereien zusammengelegt und als Filiale Böttger-Klinkhardt weitergeführt.

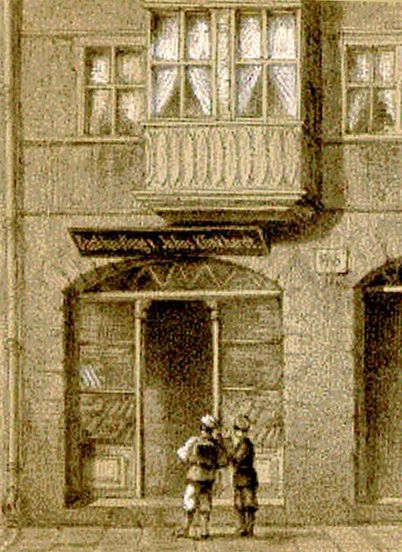
Geschäftslokal 1834,
Nicolaistraße 46 in Leipzig

1870 übernahmen Bruno und Robert Julius Klinkhardt die Verlagsführung und trieben die Erweiterung des Verlagshauses weiter voran. So konnten mit einem Verlag in Berlin 1881 und der Manz’schen k.k. Hof-Verlags- und Universitätsbuchhandlung in Wien 1883 zwei Übernahmen vollzogen werden. Kurz vor Beginn des Ersten Weltkriegs umfasste der Verlag ungefähr 900 Mitarbeiter.
Wilhelm Julius Klinkhardt leitete den Verlag während des Krieges, der Inflation und der Weltwirtschaftskrise. In dieser Zeit musste die Druckerei aufgegeben werden. 1929 übernahm Walther Julius Klinkhardt, der nach der Zerstörung des Stammhauses durch Bombenschaden am 4. Dezember 1943 und der Übersiedelung nach Bad Heilbrunn 1946 mit dem Wiederaufbau des Verlages begann.
1964 bis 1995 wurde der Verlag durch Michael und Peter Julius Klinkhardt geführt. Peter Julius Klinkhardt trat 1992 aus dem aktiven Geschäft aus. In diesen Jahren wurde das Schulbuchprogramm aufgegeben und das Unternehmen als erziehungswissenschaftlicher Verlag etabliert. 1995 übernahm Andreas Klinkhardt die Verlagsleitung. 2006 trat der Verlag der Uni-Taschenbuch bei.

## Verlagsprogramm
Derzeit sind ca. 550 Titel lieferbar. Jährlich werden ca. 60 Neuerscheinungen im eigenen Programm und im Programm der UTB publiziert. Neben Studienbüchern, Handbüchern und Lexika steht das Verlagssegment klinkhardt forschung, in dem Forschungsarbeiten erscheinen. Die Titel werden vor der Aufnahme einem anonymen Peer-Review-Verfahren unterzogen. Außerdem wird das aktuelle Verlagsprogramm über scholars-e-library und über das Digitale Studienbuchprogramm der UTB studi-e-book wissenschaftlichen Bibliotheken zum Erwerb angeboten.

### Periodika
Herausgegeben werden die IJHE Bildungsgeschichte (Bildungsgeschichte / International Journal for the Historiography of Education), eine zweisprachige (englisch-deutsch) Zeitschrift zum Thema historische Bildungsforschung, und die Zeitschrift für Grundschulforschung (ZfG), in der wissenschaftliche Beiträge zur Bildung im Elementar- und Primarbereich veröffentlicht werden. Die Sektion Historische Bildungsforschung der DGfE gibt das Jahrbuch für Historische Bildungsforschung heraus.

### Open Access im Klinkhardt-Verlag
Seit 2002 gibt der Verlag die Erziehungswissenschaftliche Revue, eine Open-Access-Zeitschrift für Rezensionen von erziehungswissenschaftlichen Titeln heraus.
Die Zeitschrift erscheint sechsmal jährlich und bietet vor allem Rezensionen zu Titeln aus Deutschland, aber auch Bücher aus der Schweiz und Österreich, sowie nicht-deutschsprachige Titel finden hier eine Plattform, so dass seit dem erstmaligen Erscheinen über 1000 Rezensionen veröffentlicht wurden.
Ein weiteres Projekt ist das Wörterbuch Erwachsenenbildung. Dieses bei UTB in Kooperation mit dem DIE erschienene Wörterbuch ist im vollen Umfang im Web kostenlos einsehbar, außerdem darf Text für den Privatgebrauch kopiert werden.
Zudem wird eine enge Zusammenarbeit mit der Datenbank Pedocs des DIPF gepflegt.

## Julius-Klinkhardt-Preis zur Förderung des Nachwuchses in der Historischen Bildungsforschung
Der vom Verlag gestiftete Förderpreis wurde erstmals 2002 auf der Nachwuchstagung der Sektion Historische Bildungsforschung der DGfE vergeben. Er ist mit 500 € dotiert und wird in einem Zweijahresrhythmus vergeben.